# Романо, Сэл
Сальваторе «Сэл» Джей Романо (англ. Salvatore «Sal» J. Romano, 12 октября 1993, Сайоссет, Нью-Йорк) — американский бейсболист, питчер клуба Главной лиги бейсбола «Милуоки Брюэрс».

## Карьера
Сэл Романо родился 12 октября 1993 года в городе Сайоссет, штат Нью-Йорк. Он окончил старшую школу в Саутингтоне, там же начал играть в бейсбол. В 2011 году он был выбран на драфте Главной лиги бейсбола клубом «Цинциннати Редс» в двадцать третьем раунде. После этого он отказался от спортивной стипендии в университете Теннесси и подписал профессиональный контракт.
Сезон 2012 года он провёл в составе «Биллингс Мустангс» в Лиге пионеров. Следующие три года он играл в A-лиге за клуб Дейтон Дрэгонс, проведя часть чемпионата 2015 года в «Пенсакола Блю Уахус». В 2016 году Романо был включён в расширенный состав «Цинциннати». Ещё один год он провёл в «Пенсаколе», существенно прибавив во второй части сезона, где он одержал пять побед при одном поражении с показателем пропускаемости ERA 1,93. Чемпионат 2017 года Сэл начал в AAA-лиге в «Луисвилл Бэтс», а в апреле был переведён в основной состав «Редс» и дебютировал в Главной лиге бейсбола.
Проведя большую часть чемпионата 2017 года в «Луисвилле», Романо был возвращён в «Редс» в августе. Всего за клуб он сыграл шестнадцать матчей в роли стартового питчера, одержав пять побед при восьми поражениях с пропускаемостью ERA 4,45. В сезоне 2018 года он сыграл 25 матчей в роли стартового питчера и 14 как реливер, суммарно проведя на поле 145,2 иннинга.
В 2021 году Романо сыграл за «Редс» в четырнадцати матчах с пропускаемостью 5,23. В мае клуб выставил его на драфт отказов, спустя пять дней он подписал контракт с клубом «Нью-Йорк Янкис» и был направлен в AAA-лигу в «Скрантон/Уилкс-Барре Рейлрэйдерс». В основном составе «Янкис» Романо сыграл два матча. В августе он был выставлен на драфт отказов и перешёл в «Милуоки Брюэрс».